# Anastasia Romana
Anastasia Romana (n. 220 d.Hr., Roma, Imperiul Roman – d. 250 d.Hr., Roma, Imperiul Roman) a fost o călugăriță creștină din Roma, executată în timpul împăratului Valerian.
Este sărbătorită în ziua de 29 octombrie.